# Maria Carolina Portella
Maria Carolina Portella Otto (Rio de Janeiro, 1973), jornalista, foi coroada Miss Brasil em 1992, representando o Paraná. Venceu o concurso, seguida pela cearense Andréa Cristina Ferreira, pela matogrossense Alessandra Nárdez César, pela catarinense Sandra Regina Merlo e pela paulista Flávia Cristiane Machado.
Representou o Brasil no Miss Universo, realizado em Bangcoc, no mesmo ano.